# Урас
Урас (итал. Uras) је насеље у Италији у округу Ористано, региону Сардинија.
Према процени из 2011. у насељу је живело 2787 становника. Насеље се налази на надморској висини од 26 м.

## Становништво
Према резултатима пописа становништва 2011. у општини је живело 2.960 становника.
| 1931. | 1936. | 1951. | 1961. | 1971. | 1981. | 1991. | 2001. | 2011. |
| ----- | ----- | ----- | ----- | ----- | ----- | ----- | ----- | ----- |
| 2.624 | 2.913 | 3.280 | 3.387 | 3.481 | 3.451 | 3.377 | 3.106 | 2.960 |